# عودة مستر بين
عودة مستر بين (بالإنجليزية: The Return of Mr. Bean)‏ هي الحلقة الثانية من المُسلسل الكوميدي البريطاني الشهير مستر بين، أخرجها جون هوارد دافيز، عُرضت في 5 نوفمبر 1990. مدة الحلقة كانت 24:57 دقيقة. قُسِمت الحلقة على ثلاثة عروض؛ العرض الأول عندما يذهب مستر بين للتسوق في المتجر، والعرض الثاني عندما يذهب مستر لتناول الطعام في أحد المطاعم، والعرض الثالث عندما يستعد مستر بين لتحية الملكة. عُرضت على قناة آي تي في.

## القصة

### العرض الأول: في المتجر
في الطريق إلى المتجر، يرى مستر بين أحد عازفي السكسفون، ويريد أن يعطيه نقود من فئة العملات لكنه يكتشف بأنه ليس لديه إلا فئة الورق، يقوم بوضع منديل على الأرض والرقص جانباً حتى أتت أحد المارة وأعطته عملة معدنية وبدوره مستر بين أخذها وأعطاها للعازف.
يدخل مستر بين المتجر مع بطاقته الائتمانية، يتوجه إلى قسم العطور ويتقزز من رائحتها بشكلٍ غريب، ثم يتوجه إلى قسم مُستلزمات النظافة ويقوم بفتح إحدى فُرَش الأسنان لتجربتها قبل أن يأخذ واحدةً جديدة. بعد ذلك، يتوجه مستر بين إلى قسم المناشف ويشتري واحدة قبل أن يتوجه إلى الطابق العلوي عبر السلم الكهربائي، وهناك توجه إلى قسم أدوات المطبخ لتجربة بعض الأدوات على البطاطا والسمكة النيئة التي جلبها معه إلى المتجر. ثم يذهب إلى قسم الهواتف، قام بتجربة الهواتف ووجد أنها لا تعمل حتى وصل إلى الهاتف الخاص بمكتب الاستقبال ووجده يعمل فقام بأخذه فوراً.
عند المحاسب، أخذ أحد الزبائن بطاقة مستر بين عن طريق الخطأ ويضعها في جيبه الخلفي، حاول مستر بين إخراجها إلا أن يده تعلقت بداخلها واضطر لملاحقته حتى وصل إلى الحمام، وتفاجأ الزبون بوجود مستر بين معه في الحمام.

### العرض الثاني: المطعم
يذهب مستر بين إلى أحد المطاعم للاحتفال بعيد ميلاده، يأتي مُدير المطعم لتقديم قائمة الأطباق له، اختار مستر بين طبق اللحم النيء، عند ما تم تقديم طبق له بدا طعمه سيئاً جداً وغير مقبول حاول مستر بين التخلص من الطعام بوضعه تحت الصحن وداخل علبة الملح وتحت الورد وفي بنطال العازف الذي كان يعزف لديه وفي حقيبة السيدة الجالسة في الطاولة الأخرى، وفي برهة، سقط النادل من غير عمد على طاولة مستر بين، ذهب مدير المطعم ليعتذر من مستر بين ويقوم بتعويضه بطبق آخر.

### العرض الثالث: الاستقبال الملكي
في إحدى المباني في لندن يستعد مستر بين للاصطفاف مع بعض المسؤولين للسلام على الملكة إليزابيث الثانية، يصل إليهم بوقتِ متأخر لكنه مُتحمس للقاء الملكة، وفي وقت انتظار مجيء الملكة يقوم مستر بين بالتمرين لاستقبال الملكة، يقوم بتلميع حذائه ثم وضع مُعطرٍ على الفم. يُريد مستر بين تنظيف عبر خيط الأسنان، لكنه لم يجلب معه الخيط، فيقوم بقطع خيط ملابس المرأة التي بجانبه واستخدامه كخيط للأسنان. ثم يقوم بقص إحدى الصور وجعل الجُزء المقصوص كمنديل في الجيب. اكتشف مستر بين أن أظافره لم تُقلم جيداً، وعبر سحاب بنطاله يقوم بتقليم أظافره، في هذه اللحظات وصلت الملكة، حاول مستر بين إغلاق السحاب حتى اللحظة الأخيرة، وعند سلام الملكة، وبحماس زائد قام بتحية سلام مُبالغة حتى قام بضربها برأسها.

## الشخصيات
| الممثل         | الشخصية                                      |
| -------------- | -------------------------------------------- |
| روان أتكينسون  | مستر بين                                     |
| ديف أوهيغنيس   | عازف السكسفون                                |
| باول مكدويل    | زبون المتجر                                  |
| ويليام فان ديك | المحاسب                                      |
| جون جونكين     | مدير المطعم                                  |
| روجر لويد-باك  | ساقي الشراب                                  |
| ستيف مكنيكولاس | العازف                                       |
| ماتيلدا زيغلر  | المرأة الواقفة بجانب مستر بين في سلام الملكة |
| روبين دريسكول  | الرجل الواقف بجانب مستر بين في سلام الملكة   |
| تينا ماسكال    | الملكة                                       |

## روابط خارجية
- عودة السيد بين على موقع IMDb (الإنجليزية)

- «عودة مستر بين» على قاعدة بيانات الأفلام على الإنترنت
- "عودة مستر بين" على تي في.كوم